# Хайнле, Фабиан
Фабиан Хайнле (нем. Fabian Heinle; род. 14 мая 1995, Лайнфельден-Эхтердинген, Германия) — немецкий легкоатлет, специализирующийся в прыжке в длину. Серебряный призёр чемпионата Европы 2018 года.

## Биография
6 июня 2015 года в Обертайринге он поднял свой личный рекорд до 8,25  м при ветре чуть ниже предела 1,9  м / с. Свой талант он подтвердил на чемпионате Европы среди молодёжи в Таллине, выиграв золотую медаль с результатом 8,14  м.
8 августа 2018 года, на чемпионате Европы в Берлине , Фабиан Хейнл становится европейским вице-чемпионом в своей дисциплины благодаря прыжку на 8,13 м, лучшим в текущем сезоне. Это его первая медаль на крупных международных стартах по лёгкой атлетике. 

## Основные результаты
| Год  | Турнир                          | Место проведения         | Дисциплина     | Место        | Результат |
| ---- | ------------------------------- | ------------------------ | -------------- | ------------ | --------- |
| 2013 | Чемпионат Европы среди юниоров  | Риети, Италия            | прыжок в длину | 4-е          | 7,56 м    |
| 2015 | Чемпионат Европы среди молодёжи | Таллин, Эстония          | прыжок в длину | 1            | 8,14 м    |
| 2015 | Чемпионат мира                  | Пекин, Китай             | прыжок в длину | 14-е (квал.) | 7,96 м    |
| 2016 | Чемпионат Европы                | Амстердам, Нидерланды    | прыжок в длину | 6-е          | 7,87 м    |
| 2016 | Олимпийские игры                | Рио-де-Жанейро, Бразилия | прыжок в длину | 18-е (квал.) | 7,79 м    |
| 2018 | Чемпионат Европы                | Берлин, Германия         | прыжок в длину | 2            | 8,13 м    |